# Cicindela sylvatica
Espèce
Cicindela sylvatica, la cicindèle des bois, est une espèce d'insectes coléoptères de la famille des Carabidae.

## Sous-espèces
Selon BioLib (28 avril 2018) :
- Cicindela sylvatica rubescens Jeanne, 1967
- Cicendela sylvatica sylvatica Linnaeus, 1758

## Description
Longue de 14 à 19 mm, la cicindèle des bois ressemble à la cicindèle hybride (Cicindela hybrida) mais est plus grande, d'un brun plus foncé avec les taches jaunes des élytres plus fines. Le dessous est bleu métallique.

## Distribution
Bien qu'assez localisée, c'est une espère eurasiatique que l'on peut rencontrer du Sud de la France jusqu'à la Mongolie et la Corée du Nord.

## Écologie
Cette espèce fréquente les grandes forêts au sol sablonneux, les pinèdes et leurs abords où elle poursuit ses proies au sol de sa course rapide. Dérangée elle s'envole rapidement pour se poser à quelque distance. L'imago est visible de mai à septembre. La larve, aussi carnassière, se dissimule dans une galerie verticale dans l'attente d'une proie passant à sa portée.